# Административные и территориальные округа по субъектам Российской Федерации
Административный округ или округ — единица административно-территориального деления в России.
В России ими являются административно-территориальные или территориальные единицы обычно (но не всегда) низового (районного) уровня в составе городов или низового уровня сельские территории в составе субъектов РФ. В большинстве таких городов в России им соответствуют городские районы (внутригородские районы). Не путать с муниципальными образованиями как единицами местного самоуправления (муниципального устройства) — городскими и муниципальными округами. В районах субъектов РФ им, как правило, соответствуют бывшие сельсоветы (на уровне современных сельских поселений, например, в Краснодарском крае и Брянской области). Помимо этого, в составе ряда субъектов РФ выделяются округа на уровне бывших районов и приравненных к ним городов (например, в Тверской области), а также межрайонные округа как административно-территориальные единицы с особым статусом на месте бывших субъектов РФ — автономных округов (в Забайкальском, Камчатском и Пермском краях и Иркутской области). В ряде субъектов РФ округам соответствует городские округа на муниципальном уровне (например, в Ленинградской и Брянской областях).

## Административные и территориальные округа по субъектам Российской Федерации
Полужирным шрифтом выделены округа, не входящие в состав административных районов или городов и посёлков городского типа республиканского (краевого, областного) значения (подчинения).

### Округа в составе республик
| Субъект федерации и адм. ед. | Герб | Столица     | Код субъекта | Код ОКАТО | Округа |
| ---------------------------- | ---- | ----------- | ------------ | --------- | --- |
| Адыгея                       |      | Майкоп      | 01           | 79        | 1. республиканские городские округа 1. Адыгейский 2. Майкопский 2. округа Адыгейска 1. Восточный 2. Западный примечания |
| Дагестан                     |      | Махачкала   | 05           | 82        | 1. территориальные округа 1. Горный 2. Северный 3. Центральный 4. Южный |
| Ингушетия                    |      | Магас       | 06           | 26        | 1. административные округа Назрани 1. Альтиевский 2. Гамурзиевский 3. Насыр-Кортский 4. Центральный |
| Марий Эл                     |      | Йошкар-Ола  | 12           | 88        | 1. сельские округа в составе районов |
| Саха (Якутия)                |      | Якутск      | 14           | 98        | 1. административные округа Якутска 1. Автодорожный 2. Гагаринский 3. Губинский 4. Октябрьский 5. Промышленный 6. Сайсарский 7. Строительный 8. Центральный 2. наслеги (сельские округа) Якутска 1. Тулагино-Кильдямский 2. Хатасский 3. наслеги (сельские округа) в составе районов |
| Северная Осетия — Алания     |      | Владикавказ | 15           | 90        | 1. сельские округа в составе районов |
| Чечня                        |      | Грозный     | 20           | 96        | 1. территориальные округа внутри районов Грозного |

### Округа в составе краёв
| Субъект федерации и адм. ед. | Герб | Администра- тивный центр | Код субъекта | Код ОКАТО | Округа |
| ---------------------------- | ---- | ------------------------ | ------------ | --------- | --- |
| Забайкальский край           |      | Чита                     | 75           | 76        | 1. Агинский Бурятский примечания |
| Камчатский край              |      | Петропавловск-Камчатский | 41           | 30        | 1. Корякский примечания |
| Краснодарский край           |      | Краснодар                | 23           | 03        | 1. внутригородские округа Краснодара 1. Западный 2. Карасунский 3. Прикубанский 4. Центральный 2. сельские округа Краснодара 1. Берёзовский 2. Елизаветинский 3. Калининский 4. Пашковский 5. Старокорсунский 3. сельские, поселковые и станичные округа в составе городов краевого подчинения и районов |
| Пермский край                |      | Пермь                    | 59           | 57        | 1. Коми-Пермяцкий примечания |
| Хабаровский край             |      | Хабаровск                | 27           | 08        | 1. округа в составе Комсомольска-на-Амуре 1. Ленинский 2. Центральный |

### Округа в составе областей
| Субъект федерации и адм. ед. | Герб | Администра- тивный центр                         | Код субъекта | Код ОКАТО | Округа |
| ---------------------------- | ---- | ------------------------------------------------ | ------------ | --------- | --- |
| Архангельская область        |      | Архангельск                                      | 29           | 11        | 1. территориальные округа Архангельска 1. Варавино-Фактория 2. Исакогорский 3. Ломоносовский 4. Маймаксанский 5. Октябрьский 6. Майская Горка 7. Северный 8. Соломбальский 9. Цигломенский |
| Белгородская область         |      | Белгород                                         | 31           | 14        | 1. округа Белгорода 1. Восточный 2. Западный 2. муниципальные (межмуниципальные), административные и сельские округа примечания |
| Брянская область             |      | Брянск                                           | 32           | 15        | 1. городские административные округа 1. Брянский 2. Клинцовский 3. Новозыбковский 4. Сельцовский 2. городские, поселковые и сельские административные округа в составе районов |
| Воронежская область          |      | Воронеж                                          | 36           | 20        | 1. городские округа 1. Борисоглебский 2. Воронеж 3. Нововоронеж примечания |
| Иркутская область            |      | Иркутск                                          | 38           | 25        | 1. административные округа Иркутска 1. Ленинский 2. Октябрьский 3. Правобережный 4. Свердловский 2. Усть-Ордынский Бурятский примечания |
| Калужская область            |      | Калуга                                           | 40           | 29        | 1. территориальные округа Калуги 1. Ленинский 2. Московский 3. Октябрьский |
| Кировская область            |      | Киров                                            | 43           | 33        | 1. сельские округа в составе районов |
| Курская область              |      | Курск                                            | 46           | 38        | 1. административные округа Курска 1. Железнодорожный 2. Сеймский 3. Центральный |
| Ленинградская область        |      | Гатчина                                          | 47           | 41        | 1. городской (административный) округ 1. Сосновоборский 2. Гатчинский |
| Липецкая область             |      | Липецк                                           | 48           | 42        | 1. территориальные округа Липецка 1. Левобережный 2. Октябрьский 3. Правобережный 4. Советский |
| Московская область           |      | Москва (не входит в состав области), Красногорск | 50           | 46        | 1. административные округа Домодедова 1. Колычевский 2. Краснопутьский 3. Лобановский 4. Никитский 5. Повадинский 6. Растуновский 7. Ямской примечания 1. территориальные округа Клина 1. Воздвиженский 2. Высоковский 3. Воронинский 4. Зубовский 5. Клинский 6. Нудольский 7. Петровский 8. Решетниковский |
| Мурманская область           |      | Мурманск                                         | 51           | 47        | 1. административные округа Мурманска 1. Ленинский 2. Октябрьский 3. Первомайский 2. территориальные округа ЗАТО Александровск 1. Гаджиево 2. Полярный 3. Снежногорск 3. Ёнский сельский территориальный округ Ковдорского района                                                                             |
| Новосибирская область        |      | Новосибирск                                      | 54           | 50        | 1. Центральный округ Новосибирска |
| Омская область               |      | Омск                                             | 55           | 52        | 1. административные округа Омска 1. Кировский 2. Ленинский 3. Октябрьский 4. Советский 5. Центральный 2. сельские округа в составе районов |
| Оренбургская область         |      | Оренбург                                         | 56           | 53        | 1. округа Оренбурга 1. Северный 2. Южный |
| Псковская область            |      | Псков                                            | 60           | 58        | 1. административные округа 1. Великие Луки 2. Псков |
| Ростовская область           |      | Ростов-на-Дону                                   | 61           | 60        | 1. городские округа 1. Азов 2. Батайск 3. Волгодонск 4. Гуково 5. Донецк 6. Зверево 7. Каменск-Шахтинский 8. Новочеркасск 9. Новошахтинск 10. Ростов-на-Дону 11. Таганрог 12. Шахты примечания |
| Рязанская область            |      | Рязань                                           | 62           | 61        | 1. сельские округа в составе административных районов |
| Сахалинская область          |      | Южно-Сахалинск                                   | 65           | 64        | 1. Бошняковский сельский округ Углегорского района |
| Свердловская область         |      | Екатеринбург                                     | 66           | 65        | 1. управленческие округа 1. Восточный 2. Горнозаводский 3. Западный 4. Северный 5. Южный |
| Тверская область             |      | Тверь                                            | 69           | 28        | 1. округа 1. Андреаполь 2. Весьегонск 3. Вышний Волочёк 4. Западная Двина 5. Кашин 6. Кимры 7. Красный Холм 8. Лесной 9. Нелидово 10. Озёрный (ЗАТО) 11. Оленино 12. Осташков 13. Пено 14. Ржев 15. Сандово 16. Селижарово 17. Солнечный (ЗАТО) 18. Тверь 19. Торжок 20. Удомля                              |
| Тульская область             |      | Тула                                             | 71           | 70        | 1. территориальные округа Тулы 1. Зареченский 2. Привокзальный 3. Пролетарский 4. Советский 5. Центральный 2. сельские округа в составе районов примечания |
| Тюменская область            |      | Тюмень                                           | 72           | 71        | 1. административные округа Тюмени 1. Восточный 2. Калининский 3. Ленинский 4. Центральный 2. сельские округа в составе районов |
| Ульяновская область          |      | Ульяновск                                        | 73           | 73        | 1. поселковые и сельские округа в составе районов |
| Челябинская область          |      | Челябинск                                        | 74           | 75        | 1. сельские округа в составе районов |
| Ярославская область          |      | Ярославль                                        | 76           | 78        | 1. сельские округа в составе районов |

### Округа города федерального значения
| Субъект федерации | Герб | Администра- тивный центр | Код субъекта | Код ОКАТО | Административные округа |
| ----------------- | ---- | ------------------------ | ------------ | --------- | --- |
| Москва            |      | Москва                   | 77           | 45        | 1. Восточный 2. Западный 3. Зеленоградский 4. Новомосковский 5. Северный 6. Северо-Восточный 7. Северо-Западный 8. Троицкий 9. Центральный 10. Юго-Восточный 11. Юго-Западный 12. Южный |